# Finsk rose
Finsk rose (Rosa acicularis) er en løvfældende busk med en opret til overhængende og rankende vækstform. Frugterne er store, kaldet hyben. Blomsterne har en svag duft. 

## Beskrivelse
Barken er først blågrøn, men senere bliver den olivengrøn. Gamle grene kan have en grågrøn, revnet bark. Alle grene er tæt besat med nålespidse, helt rette torne (omtrent som det ses på rynket rose). Knopperne er først skjult bag bladfoden og akselbladene, men efter løvfald ses de som små, spredtstillede, knudeagtige og olivengrønne knopper inde mellem tornene. 
Bladene er uligefinnede med ovale småblade, der har fremadrettede tænder på den yderste del af bladet. Over- og undersiderne har omtrent samme, lyst blågrønne farve. Blomstringen sker tidligt, men indrettet efter de stedlige forhold. Blomsterne er forholdsvist store og sidder 5-15 sammen på dværgskud. Blomsten er regelmæssig og 5-tallig med lyserøde kronblade. Frugterne er store, pæreformede eller ægformede hyben.
Rodnettet er vidt udbredt og kraftigt. 
Højde x bredde: 2,00 x 2,00 m.

## Hjemsted
Arten har en cirkumpolar udbredelse og findes i de nordligste områder af Canada, Alaska, Skandinavien, Rusland, Sibirien og Japan, men – mærkeligt nok – ikke på Grønland og i Island. Den foretrækker åbne skove, flodbredder, lysninger og afbrændte områder. 
I Hay River Lowland, Northwest Territories, Canada, findes en bred, flad slette, som mest ligger i Northwest Territories. Her er der blandede skove, dels nåleskove på de vådeste områder og dels løvskove på de bedre jorde. Det er i de sidste, at arten findes sammen med bl.a. agerbær, ene, amerikansk asp, amerikansk grønel, balsampoppel, blågrå pil, buskpotentil, canadisk bøffelbær, ellebladet bærmispel,  papirbirk, pilekornel, Ribes lacustre (en art fra Ribs-slægten), Rosa woodsii (en art af rose), rød druemunke, skarlagenjordbær og østamerikansk lærk

## Anvendelse
Planten kan bruges som fritvoksende busk i læhegn, vildtbeplantninger og andre steder, hvor klimaforholdene er barske.
Den er hårdfør og trives under forhold, hvor temperaturen når ned til -40° C.
| Portal | Portal:Botanik |

## Note
1. ↑  www.nwtwildlife.com: Government of the Northwest Territories, Department of Resources, Wildlife, and Economic Development: 2004 Northwest Territories Forest Ecosystem Classification Pilot Project (engelsk)